# Aelius Cordus
Aelius Cordus (teils auch als Junius Cordus erwähnt) war angeblich ein römischer Historiker des 3. Jahrhunderts.
Cordus wird von dem anonymen Autor der spätantiken Historia Augusta in mehreren Kaiserviten erwähnt. Er soll vom (angeblichen) Autor Iulius Capitolinus in seinen Kaiserbiographien innerhalb der Historia Augusta benutzt worden sein, der auf ihn unter anderem in der Vita Maximini duo und in der Vita Maximi et Balbini Bezug nimmt. Cordus’ Werk soll demnach mehrere Kaiser des späten 2. und frühen 3. Jahrhunderts behandelt haben, wobei er selbst zu Ausschweifungen geneigt haben soll.
In der älteren Forschung wurde die Existenz dieses Autors von einigen Gelehrten anerkannt; noch Adolf Lippold schloss nicht aus, dass ein Geschichtsschreiber namens Cordus, der die Zeit von 193 bis 238 behandelt habe, vom anonymen Verfasser der Historia Augusta herangezogen worden sein könnte. In der Forschung wird heute jedoch allgemein davon ausgegangen, dass Cordus, der in anderen Quellen auch keine Erwähnung findet, nie existiert hat. Dies wird unter anderem dadurch gestützt, dass manche Aussagen, die der Autor der Historia Augusta auf Cordus zurückführt, offenbar auf anderen Quellen beruhen. Der anonyme Autor der oft notorisch unzuverlässigen Historia Augusta war sich offenbar nicht zu schade, neben Dokumenten auch Gewährsleute (denen er teils dann widersprach) zu erfinden. Doch ist der fiktive Cordus nur eines der vielen Rätsel, das dieses wohl umstrittenste Geschichtswerk des Altertums der modernen Forschung aufgibt.